# سامانثا كينغ
سامانثا كينغ هي مغنية كندية، ولدت في 27 مارس 1985 في إدمونتون في كندا.

## وصلات خارجية
- سامانثا كينغ على موقع ميوزك برينز (الإنجليزية)
- سامانثا كينغ على موقع أول ميوزيك (الإنجليزية)
- سامانثا كينغ على موقع ديسكوغز (الإنجليزية)